# TRON (tiền mã hóa)

Logo TRON

TRON là một loại tiền mã hóa, được biết với tên giao dịch trên thị trường TRX.

## Lịch sử
TRON được thành lập bởi Justin Sun vào năm 2017. Quỹ TRON đã huy động được 70 triệu đô la vào năm 2017 thông qua cung cấp tiền xu ban đầu ngay trước khi Trung Quốc cấm các mã thông báo kỹ thuật số.